# Belmont (Doubs)
Belmont település Franciaországban, Doubs megyében. Lakosainak száma 75 fő (2022. január 1.). Belmont Orsans, Vercel-Villedieu-le-Camp és Chaux-lès-Passavant községekkel határos.

## Népesség
A település népességének változása:
| Lakosok száma | 52   | 49   | 47   | 58   | 64   | 65   | 67   | 67   | 66   | 75   |
|               | 1968 | 1982 | 1990 | 2006 | 2013 | 2015 | 2017 | 2019 | 2020 | 2022 |